# Кузнецов, Николай Александрович (Герой Советского Союза)
Николай Александрович Кузнецов (10 октября 1918 года, д. Емельяново Иваново-Вознесенской губернии ныне Южский район, Ивановская область — 24 октября 1982 года, Владимир) — участник Великой Отечественной войны, Герой Советского Союза.

## Биография
Родился в деревне Емельяново ныне Южского района Ивановской области в семье рабочего, которая вскоре переехала в город Ковров Владимирской области, где Николай Александрович окончил восьмилетнюю школу и ФХУ. После окончания училища устроился в чугунолитейный цех Ковровского экскаваторного завода, а в 1937—1938 годах перешёл на Владимирский граммофонный завод.
Был призван в ряды Красной Армии в 1938 году, а в 1940 году окончил Чкаловскую военную авиационную школу пилотов. Начало Великой Отечественной войны, участие в которой принял с первого дня, встретил в составе 152-го истребительного полка (Архангельск).
В период войны боевые вылеты осуществлял на истребителях И-153, И-16, а после прохождения переподготовки и на английском «Харрикейн» и американском P-40 «Томагавк».
В январе 1942 года был назначен командиром 760-го истребительного авиационного полка (324-я истребительная авиационная дивизия, 7-я воздушная армия, Карельский фронт). К июлю 1942 года его эскадрилья совершила 851 боевой вылет, в результате которых сбила 26 вражеских самолётов. К июлю 1944 года Николай Кузнецов совершил 375 боевых вылетов, провёл 35 воздушных боёв, лично сбил 14 фашистских самолётов и 12 в составе группы.

Указом Президиума Верховного Совета СССР от 26 октября 1944 года за образцовое выполнение боевых заданий Командования на фронте борьбы с немецкими захватчиками и проявленные при этом отвагу и геройство майору Кузнецову Николаю Александровичу присвоено звание Героя Советского Союза с вручением ордена Ленина и медали «Золотая Звезда» (№ 4312).

К концу войны майор Кузнецов имел на своём счету 550 боевых вылетов, 16 лично сбитых самолётов неприятеля и 12 в составе боевой группы.
Николай Александрович Кузнецов был уволен в запас в сентябре 1945 года, после чего работал группе особого назначения в Главном управлении Северного морского пути, в 1946 году занимал должность директора судостроительного завода в Архангельске, затем работал пилотом на самолётах Гражданской авиации авиаотрядах в городах Куйбышев и Ростов-на-Дону, а с 1950 года работал на фабрике пластмассы в Ростове-на-Дону.
После выхода на пенсию в 1961 году переехал в город Владимир, где и умер 24 октября 1982 года.

## Награды
- Золотая Звезда Героя Советского Союза (№ 4312);
- два ордена Ленина (22.02.1942; 26.11.1944);
- три ордена Красного Знамени (09.04.1943; 06.10.1943; 20.07.1944).
- Медали, в том числе:
  - медаль «За победу над Германией в Великой Отечественной войне 1941—1945 гг.»;
  - юбилейная медаль «Двадцать лет Победы в Великой Отечественной войне 1941—1945 гг.»;
  - юбилейная медаль «Тридцать лет Победы в Великой Отечественной войне 1941—1945 гг.».

## Память
- Мемориальная доска в память о Кузнецове установлена Российским военно-историческим обществом на школе села Хотимль, где он учился.